# Kyle Peko
Kyle Peko (La Habra, 23 luglio 1993) è un giocatore di football americano statunitense che milita nel ruolo di defensive tackle per i New England Patriots della National Football League (NFL). Al college ha giocato per il Cerritos Community College e per l'Università statale dell'Oregon.

## Carriera universitaria
Peko, originario di La Habra in California, cominciò a giocare a football nella locale La Habra High School per poi passare a giocare college football dal 2011 al 2013 per il Cerritos College con i Falcons impegnati nella California Community College Athletic Association (CCCAA). Dal 2014 Peko si trasferì alla più prestigiosa Università statale dell'Oregon con i Beavers che militano nella Pac-12 Conference (Pac-12) della Divisione I della Football Bowl Subdivision (FBS) della NCAA. Peko dovette saltare la stagione 2014 in quanto la NCAA lo dichiarò non eleggibile per quell'anno e quindi giocò con i Beavers solo nella stagione 2015, in cui collezionò 12 partite da titolare su 12, con 45 tackle, 2 passaggi deviati e 2,0 sack.

## Carriera professionistica

### Denver Broncos
Peko non fu scelto nel corso del Draft NFL 2016 e il 3 maggio 2016 firmò da undrafted free agent con i Denver Broncos. Il 20 settembre 2016 Peko fu svincolato e poi contrattualizzato con la squadra di allenamento due giorni dopo. Il 28 dicembre 2016 fu promosso nella squadra attiva.
Durante la stagione 2017 Peko fu svincolato e poi ricontrattualizzato per ben cinque volte dai Broncos.
Il 1º settembre 2018 Peko fu svincolato dai Browns, per rifirmare il giorno seguente con la squadra di allenamento. Peko fu svincolato l'11 settembre 2018.

### Buffalo Bills
Il 12 settembre 2018 Peko firmò per la squadra di allenamento dei Buffalo Bills. Il 31 dicembre 2018 firmò da riserva/contratto futuro con i Bills.
Il 31 agosto 2019 Peko fu svincolato dai Bills e ricontrattualizzato con la squadra di allenamento il giorno successivo. Il 24 settembre 2019 fu promosso nella squadra attiva. Il 2 novembre 2019 fu svincolato.

### Indianapolis Colts
Il 4 novembre 2019 Peko firmò per gli Indianapolis Colts ma fu poi svincolato cinque giorni dopo e contrattualizzato con la squadra di allenamento.

### Denver Broncos (2° periodo)
Il 14 dicembre 2019 Peko lasciò la squadra di allenamento dei Colts per rifirmare con i Denver Broncos. Il 28 luglio 2020 Peko annunciò di non giocare la stagione 2020 a causa della pandemia di COVID-19. Fu svincolato al termine della stagione, il 18 febbraio 2021.

### Tennessee Titans
Il 26 luglio 2021 Peko firmò con i Tennessee Titans. Il 26 agosto 2021 fu spostato nella lista riserve/infortunati. Peko fu svincolato dai Titans il 6 settembre 2021 e poi ricontrattualizzato con la squadra di allenamento il 13 ottobre 2021. Fu promosso nella squadra attiva il 17 novembre 2021. Concluse la stagione con 8 presenze, 3 da titolare.

### Las Vegas Raiders
Il 22 marzo 2022 Peko firmò con i Las Vegas Raiders. Fu svincolato il 30 agosto 2022 e contrattualizzato con la squadra di allenamento sei giorni dopo. Il 13 settembre 2022 Peko fu svincolato dalla squadra di allenamento e poi ricontrattualizzato nuovamente il 26 ottobre 2022. Il 6 dicembre 2022 Peko firmò per la squadra attiva. Concluse la stagione 2022 con 8 presenze, nessuna da titolare, in cui collezionó 11 tackle e un passaggio deviato.
Il 25 luglio 2023 rifirmò con i Raiders.
Il 13 agosto 2023 fu svincolato.

### Tennessee Titans (2º periodo)
Il 14 agosto 2023 Peko firmò per la seconda volta in carriera con i Tennessee Titans. Non rientrò nel roster attivo definito prima dell'inizio della stagione e il 29 agosto 2023 fu svincolato e poi contrattualizzato con la squadra di allenamento il giorno successivo. Il 9 settembre 2023 Peko fu elevato nel roster attivo per la gara di settimana 1 contro i New Orleans Saints. Il 19 settembre fu promosso nel roster attivo. Nella gara del quattordicesimo turno, la vittoria 28-27 del Monday Night Football contro i Miami Dolphins, Peko si infortunó ad un polpaccio e il 13 dicembre 2023 fu inserito in lista riserve/infortunati terminando anticipatamente la sua stagione, chiusa con 22 tackle in 13 presenze.

### Detroit Lions
Il 7 maggio 2024 Peko firmò con i Detroit Lions. Prima dell'inizio della stagione 2024 Peko non rientrò nel roster attivo iniziale dei Lions e il 27 agosto 2024 fu svincolato per poi essere aggregato alla squadra di allenamento il giorno successivo. L'11 settembre 2024 firmò per il roster attivo. Durante la gara del sesto turno, la vittoria 47-9 contro i Dallas Cowboys, subì un trauma toracico contusivo e quindi il 15 ottobre 2024 fu inserito nella lista riserve/infortunati, dovendo saltare il resto della stagione.

### New England Patriots
L'11 agosto 2025 Peko firmò con i New England Patriots.

## Statistiche

### Stagione regolare
| Stagione | Stagione | Stagione | Stagione | Difesa                                                            | Difesa                                                            | Difesa                                                            | Difesa                                                            | Difesa                                                            | Difesa                                                            | Difesa                                                            |
| Anno     | Squadra  | P        | PT       | T. tot.                                                           | T. sol.                                                           | T. ass.                                                           | Sack                                                              | Int                                                               | PD                                                                | FF                                                                |
| -------- | -------- | -------- | -------- | ----------------------------------------------------------------- | ----------------------------------------------------------------- | ----------------------------------------------------------------- | ----------------------------------------------------------------- | ----------------------------------------------------------------- | ----------------------------------------------------------------- | ----------------------------------------------------------------- |
| 2016     | DEN      | 1        | 0        | 2                                                                 | 2                                                                 | 0                                                                 | 0,0                                                               | 0                                                                 | 0                                                                 | 0                                                                 |
| 2017     | DEN      | 6        | 0        | 6                                                                 | 2                                                                 | 4                                                                 | 0,0                                                               | 0                                                                 | 0                                                                 | 0                                                                 |
| 2018     | DEN      | 0        | 0        | 0                                                                 | 0                                                                 | 0                                                                 | 0,0                                                               | 0                                                                 | 0                                                                 | 0                                                                 |
| 2019     | BUF      | 4        | 0        | 4                                                                 | 1                                                                 | 3                                                                 | 0,0                                                               | 0                                                                 | 0                                                                 | 0                                                                 |
| 2019     | DEN      | 2        | 0        | 1                                                                 | 0                                                                 | 1                                                                 | 0,0                                                               | 0                                                                 | 0                                                                 | 0                                                                 |
| 2020     | DEN      | 0        | 0        | Rinunciò a giocare la stagione a causa della pandemia da COVID-19 | Rinunciò a giocare la stagione a causa della pandemia da COVID-19 | Rinunciò a giocare la stagione a causa della pandemia da COVID-19 | Rinunciò a giocare la stagione a causa della pandemia da COVID-19 | Rinunciò a giocare la stagione a causa della pandemia da COVID-19 | Rinunciò a giocare la stagione a causa della pandemia da COVID-19 | Rinunciò a giocare la stagione a causa della pandemia da COVID-19 |
| 2021     | TEN      | 8        | 3        | 10                                                                | 7                                                                 | 3                                                                 | 2,0                                                               | 0                                                                 | 0                                                                 | 1                                                                 |
| 2022     | LV       | 8        | 0        | 11                                                                | 5                                                                 | 6                                                                 | 0,0                                                               | 0                                                                 | 1                                                                 | 0                                                                 |
| 2023     | TEN      | 16       | 10       | 22                                                                | 12                                                                | 10                                                                | 0,0                                                               | 0                                                                 | 1                                                                 | 0                                                                 |
| 2024     | DET      | 5        | 1        | 2                                                                 | 1                                                                 | 1                                                                 | 0,0                                                               | 0                                                                 | 0                                                                 | 0                                                                 |
| Totale   | Totale   | 47       | 14       | 59                                                                | 32                                                                | 26                                                                | 2,0                                                               | 0                                                                 | 2                                                                 | 1                                                                 |

### Playoff
| Stagione | Stagione | Stagione | Stagione | Difesa  | Difesa  | Difesa  | Difesa | Difesa | Difesa | Difesa |
| Anno     | Squadra  | P        | PT       | T. tot. | T. sol. | T. ass. | Sack   | Int    | PD     | FF     |
| -------- | -------- | -------- | -------- | ------- | ------- | ------- | ------ | ------ | ------ | ------ |
| 2021     | TEN      | 1        | 0        | 2       | 0       | 2       | 0,5    | 0      | 0      | 0      |
| Totale   | Totale   | 1        | 0        | 2       | 0       | 2       | 0,5    | 0      | 0      | 0      |

Fonte: Football Database — In grassetto i record personali

## Vita Privata
Peko è cugino dell'ex nose tackle della NFL Domata Peko, selezionato dai Cincinnati Bengals nel Draft NFL 2006, con cui è stato compagno di squadra nei Denver Broncos nella stagione 2017.
A luglio 2019 alla moglie di Peko, Giuliana, fu diagnostica un linfoma di Hodgkin allo stadio III ma, qualche mese dopo, Peko annunciò che i trattamenti medici a cui si era sottoposta avevano avuto successo, liberandola dal cancro.